# حقوق المرأة عام 2014
وُصف عام 2014 بكونه عامًا حاسمًا فيما يتعلق حقوق المرأة، وذلك من قبل بعض الصحف مثل صحيفة الغارديان البريطانية.حيثُ وُصفَ عام 2014 بكونه العام الذي اكتسبت فيه أصوات النساء مزيدّا من الشرعية والمصداقية. بينما صرحت التايم الأمريكية أن 2014 : «ربما يكون العام الأفضل للنساء منذ فجر الزمان». بيد أن هافينغتون بوست دعته عامًا سيّئًا للنساء، إلا أنه عامًا نسويًا رائعًا. عللت ریبیکا سولنيت ، الكاتبة في صحيفة سان فرانسسكو، ذلك بكونه «عامًا للانتفاضة النسوية ضد العنف الذكوري» و «قفزة إلي الأمام» في تاريخ الحركة النسوية. وعَلق الغارديان قائلًا أن «انتشار ثقافة مناهضة» العنف ضد النساء غير مسبوقة، كما اتاحت وسائل التواصل الاجتماعي «اصدارًا جديدًا من التضامن النسوى».

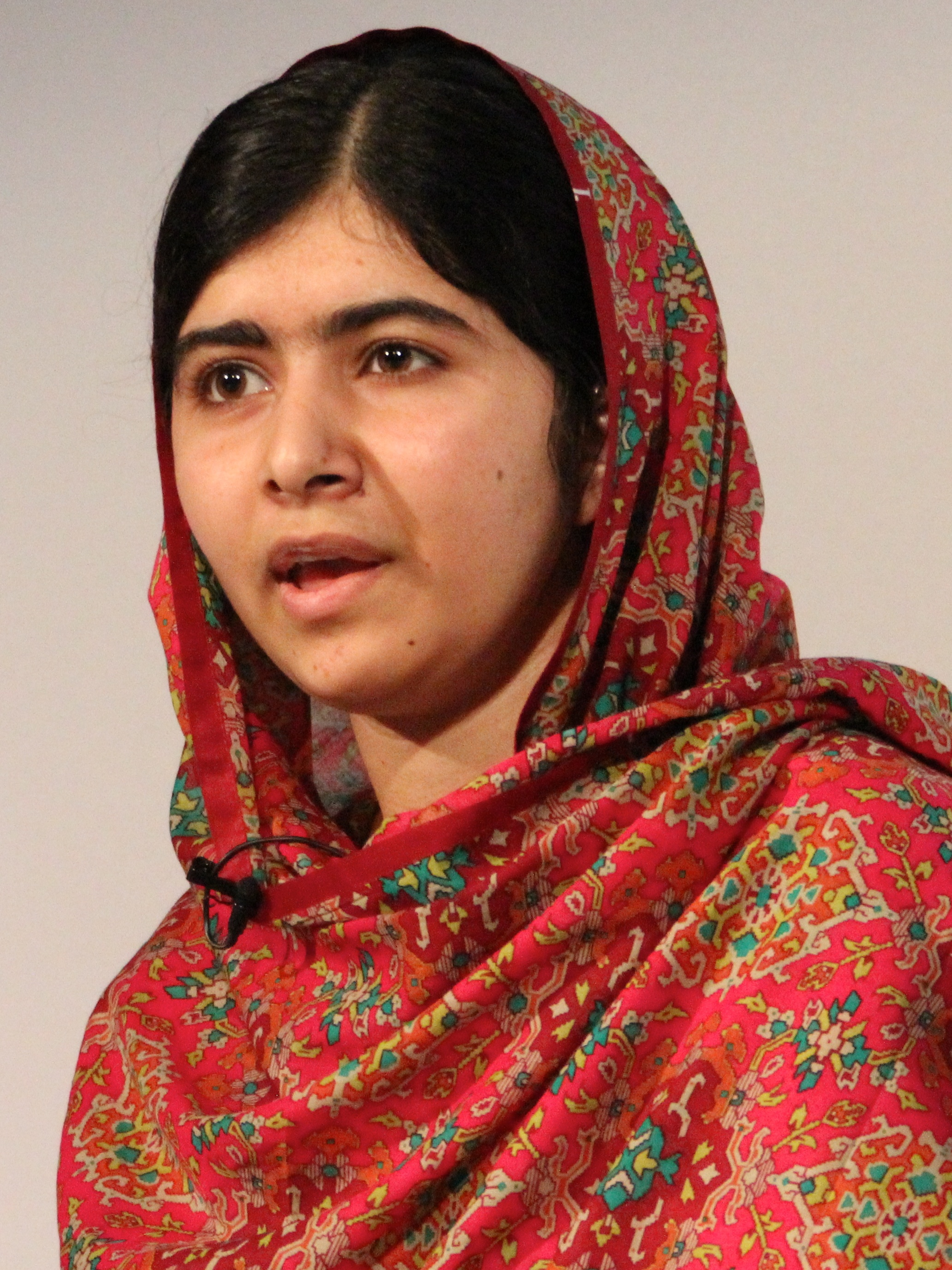
ملالا يوسفزي أصغر حاصلة على جائزة نوبل في ديسمبر 2014. تعرضت لاطلاق النار عليها في تشرين الأول/أكتوبر 2012 من قبل طالبان الأفغانية وذلك لجهودها في تأمين تعليم الفتيات.

اختلفت الكاتبة بالصحيفة الكندية «جلوب أند ميل» دينيس بالكنيسون ووجهت نقدها لاعتبار عام 2014 بمثابة «لحظة فاصلة»  وأن «بعض المكاسب الجماعية المشار لها ب (نحن) كافية أخيرًا»، مشيرة إلي استمرار قلقها إزاء «النظام المعطوب»  المتعلق بالعنف ضد المرأة. صرحت مقررة الأمم المتحدة الخاصة المعنية بالعنف ضد المرأة السيدة رشيدة مانجو، «يُشكل العنف ضد المرأة أحد انتهاكات حقوق الإنسان الجسيمة والمتفشية» وأنه اعتبارًا من 2014، «ما من بلد يستطيع الادعاء بالقضاء التدريجي على تلك الحوادث».

## القضايا

### التحرش في الطريق العام والاعتداء
وصفت ميرلين ليونج في شبكة سي تي في الإخبارية عام 2014 بكونه «العام الذي تضافرت فيه جهود النساء الكترونيًا حيث استمعت لهم الشبكة المعلوماتية». تعرضت حملة #نعم_لكل_النساء علي تويتر لنماذج التمييز على أساس الجنس والتحرش، جاذبةً أكثر من مليون تغريدة خلال 4 أيام في مايو. فُعلت علامة المربع (هاشتاج) عقب أعمال قتل إيسلا فيستا  بكاليفورنيا، موجة قتل كان كره النساء (الميسوجينية) أحد عواملها المسببة.
وسُلّط الضوء على تحرش الشوارع حين تعرضت الممثلة شوشانا روبرتس للفظ خارج «ساقطة» خلال سيرها في شوارع مدينة نيويورك. هذا الشريط ذو الدقيقتان، 10 ساعات من التجول بشوارع نيويورك كأمرأة، والذي تم تصويره على مدى عشر ساعات، يظهر فيه 108 حالة  تُصنف بكونها تحرشات، ومن ضمنها تعليقات الرجال بشأن روبرتس. والتي تلقت تهديدات عقب بث هذا المقطع. في حزيران/يونيه، ادانت الحكومة المصرية التحرش الجنسي، بالرغم من تشكك الحقوقيين حول تنفيذ القانون.

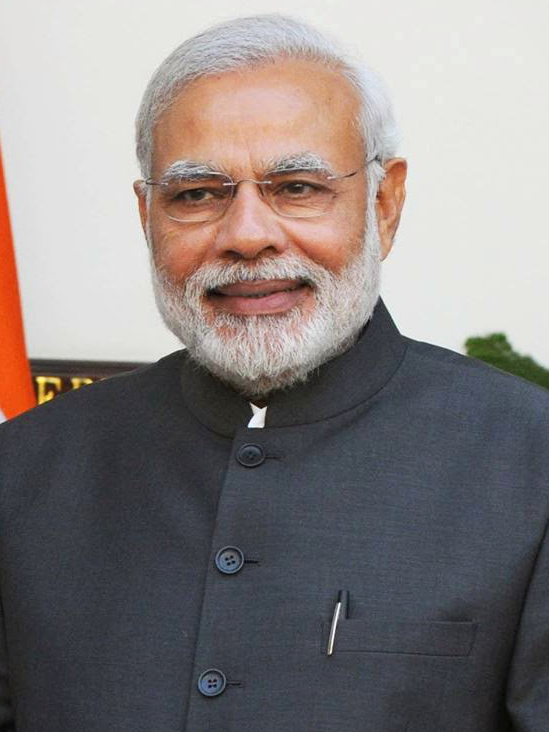
تحدث ناريندرا مودي ، رئيس وزراء الهند الحالي، عن فرض الكثير من القيود علي الفتيان كتلك المفروضة علي فتياتنا.

استجابةً إلي  ازدياد الوعي بقضايا الاغتصاب في الهند عقب قضية الاغتصاب الجماعي في دلهي 2012 وقضية الاغتصاب الجماعي في بادوم عام 2014 ، نصح رئيس وزراء الهند ناريندرا مودي الآباء، خلال كلمته في يوم الاستقلال الهندي باغسطس، «لا تقتصروا سؤال إلي اين تذهب علي بناتكم فقط، لكن تحققوا إلي اين يتجه بنيكم أيضًا، حيث أن المُغتصب هو بالتأكيد ابن أحدهم». علق  سياسي هندي أخر، مولايم سينج ياداف ، في أبريل مُعارضًا تطبيق عقوبة الإعدام فيما يخص جرائم الاغتصاب:«الأولاد سَيَكُونونَ دائماً أولادًا... وسيرتكبون الأخطاء مرة تلو أخرى»، مُثيرًا سمعة رديئة. وفي في حزيران/يونيه، صرح السياسي السابق تاباس بول :«سأرسل» أبنائي«لاغتصاب سيدة من الحزب المعارض».
كتب كريشنا ماجومدار عضو الاتحاد الوطني لنساء الهند في تموز/يوليه أن اعتداءات دلهي وبادوم ما كانوا إلا «معالم للمرأة الهندية_ معالم وعيهم لما يفعله الرجال، وما يستطيعون فعله، لهم»، وأن «السلطة الذكورية، والخوف من التعرض للاعتداء الجنسي، لن يجعلا المرأة حرة حقًا». قدم كتاب بريا شاكتي (كانون الأول/ديسمبر 2014) الكوميدي أحدي ناجيات الاغتصاب في الهند بكونها بطلته؛ طُردت بريا حين علمت عائلتها بحادثة الاغتصاب، ولكن بمساعدة الإلهة الهندوسية بارْوَتِيِ، عادت علي ظهر نمر منتصرة.

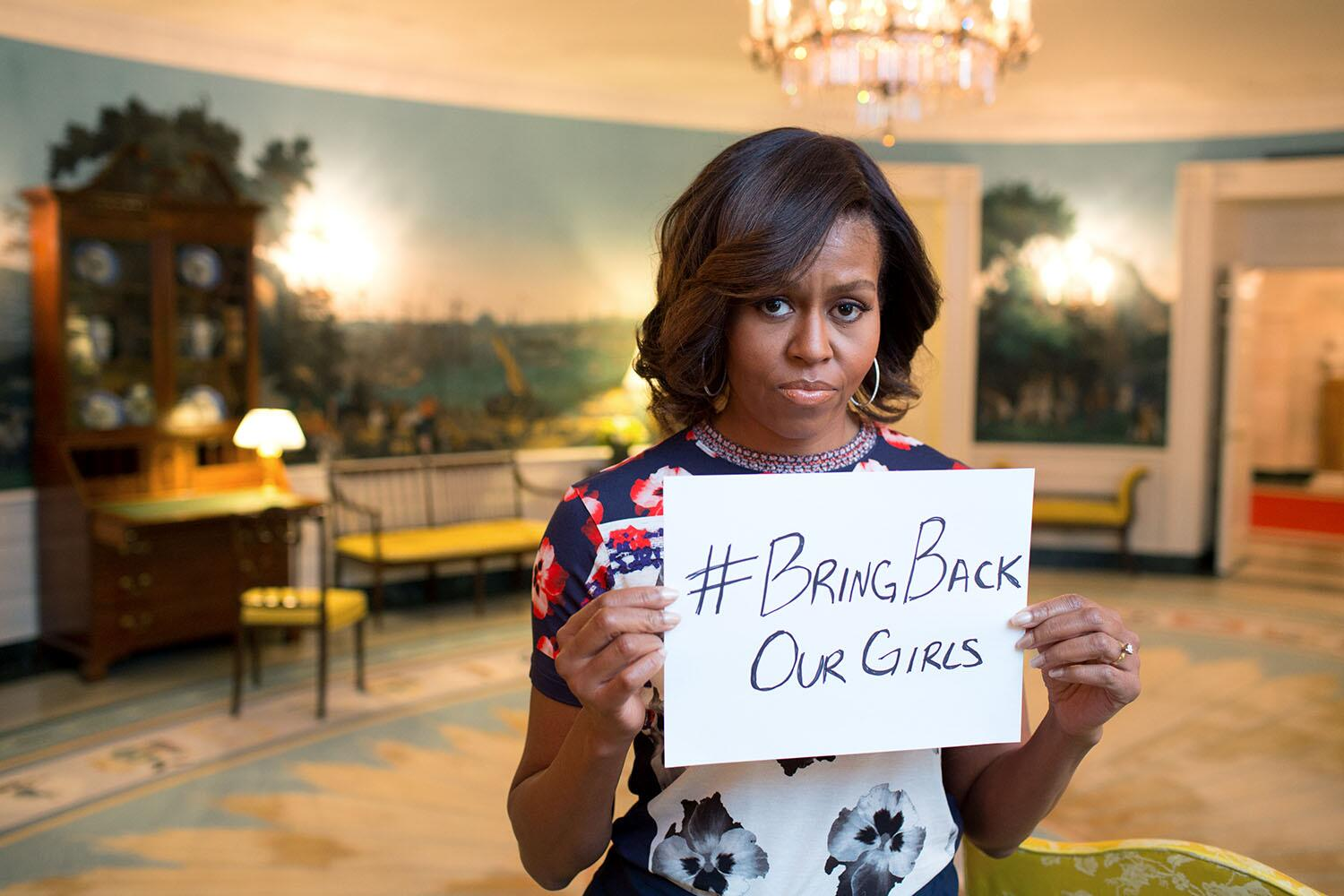
ايدت السيدة الأولي ميشيل أوباما الاحتجاجات ضد اختطاف تشيبوك الذي وقع في ولاية برنو، نيجيريا، نيسان/أبريل 2014.

خصصت السيدة الأولي ميشيل أوباما الخطاب الرئاسي الأسبوعي في أيار/مايو لتسليط الضوء علي اختطاف تشيبوك بنيجيريا، والذي اختُطفت فيه 270 طالبة من قبل جماعة اسلامية. ودفعت بأنها لم تكن حادثة منعزلة:«إنها قصة تواجهها فتيات العالم يوميًا حيث يُخاطرون بأرواحههم لمُتابعة طموحاتهم.»
ادعاءات تعرض النساء للاعتداء الجنسي أو التحرش علي يد مشاهير المجتمع مثل بيل كوسبي في الولايات المتحدة و جیان قمیشی بكندا _ تُضاف إلي الجدل الدائر بشأن إساءة معاملة المرأة من جانب رجال السلطة والصعوبات المتمثلة في الإبلاغ عنها وجعلها تُصدق. أدت عملية يوتري بسكوتلاند يارد بريطانيا، تحقيق حركته فضيحة الاعتداء الجنسي لجيمي سافيلي، إلي إدانة قضايا الاعتداءات الجنسية التي حركتها نساء وفتيات ضد ماكس كليفورد، ورولف هاريس، ودايف ليي ترافيس، أحد أشهر الرجال في وسائط الإعلام وصناعة الترفيه.
جري إيقاف لاعب الكرة الأمريكي راي رايس من قبل الدوري الوطني لكرة القدم الأمريكية (تم ابطال القرار فيما بعد) عقب بث مقطع يظهر فيه اللاعب يضرب شريكته، كما اندلعت الاحتجاجات في المملكة المتحدة ضد لاعب كرة القدم تشيد ايفانز الذي جري تعينه بنادي أخر بعد قضاء عقوبة السجن لتورطه بجريمة اغتصاب. حظرت أستراليا، والمملكة المتحدة، وسينغافورة  مُدرب المواعدة الأمريكي جوليان بلانك، جراء شكاوي تتهم فيه تقنياته العدائية التي تصل إلي إساءة معاملة المرأة.

### الاغتصاب داخل الحرم الجامعي
في حرم الكليات بالولايات المتحدة، جري الترويج إلي فكرة الموافقة الايجابية علي ممارسة الجنس، يُشار إلي ذلك  ب«نعم تعني نعم». في يناير، أطلق الرئيس الأمريكي باراك أوباما فرقة عمل البيت الأبيض من أجل حماية الطلاب من الاعتداء الجنسي، وفي سبتمبر وقّع حاكم كاليفورنيا جيري براون ميثاق سلامة الطلبة SB 967 . طالبت التشريعات الكليات بانتهاج سياسات تراضي المواقعة. يُعرف القانون الجديد قبول المواقعة الجنسية بكونها «إجراء إيجابي، وواعي، وطوعي للموافقة علي الاتصال الجنسي»، ولا يُشكل عدم الاحتجاج والصمت أي نوع من الموافقة. انتقدت الصحفية كاثي يونج سياسات الموافقة الايجابية قائلةً أن التدخل الحكومي في النشاط الجنسي «لفكرة رهيبة» وأنها لا تعتقد بأن يحمي مثل هذا الاجراء من الاعتداءات الجنسية.
في سبتمبر، في جامعة كولومبيا في مدينة نيويورك، شرعت طالبة فنون تدعي ايما سولكوفيتش بجلب مرتبة فراش معها داخل الحرم الجامعي، فيما دعته أداء الفراش (أحملوا ذلك الوزر)، احتجاجًا علي مزاعم سوء تصرف الجامعة حيال شكوي الاغتصاب التي رفعتها، حيث تبينت الجامعة أن الطالب الذي اتهمته «غير مسؤول». وفي الشهر التالي، انضم الطلبة في عدة جامعات بالولايات المتحدة وأوروبا لاعتراض ايما لمناهضة الاعتداء الجنسي داخل الحرم الجامعي، حاملين معهم مراتب الفراش داخل جامعاتهم.

### التهديدات الإلكترونية

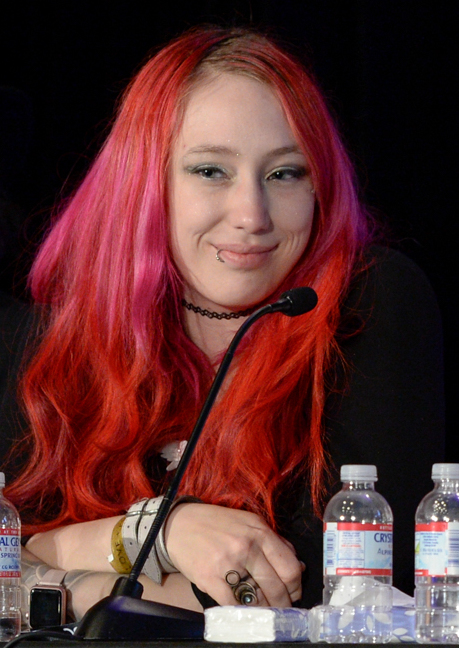
تلقت مطوّرة ألعاب الفيديو زويي كوين تهديدات إبان حملة جيمر_جيت المثيرة للجدل.

جري تسليط الضوء علي التهديدات الإلكترونية بارتكاب العنف ضد المرأة خلال حملة جيمر_جيت ، المثيرة للجدل حول معاملة المرأة في ألعاب الفيديو. اُجبرت مطوّرتا ألعاب الفيديو الأمريكيتان زويي كوين وبريانا يو علي إخلاء منازلهم عقب تلقي التهديدات، بصفتها ناقدة إعلامية، ألغت أنيتا سركيسيان الباحثة في التحيز الجنسي في ألعاب الفيديو محاضرة بجامعة ولاية يوتا لأسباب قانونية. فلا يُمكن تحديد الحاضرين بأسلحة مخفية بالرغم من تهديدات إطلاق النار بالمدارس في حال حضورها.  

### إيران والمملكة العربية السعودية
علي موقع فيس بوك، نشرت امرأة إيرانية صورًا لها بدون غطاء الرأس في حركة تُعرف بحريتي في التخفي. وفي المملكة العربية السعودية، في ديسمبر، اعتقلت سيدتان شاركتا في حركة  #لها_حق_القيادة.